# Johannes Sommer (Kunsthistoriker)
Johannes Sommer (* 7. Juli 1911 in Duisburg; † 27. Februar 2006 in Darmstadt) war ein deutscher Kunsthistoriker.

## Leben
Johannes Sommer studierte ab 1931 Kunstgeschichte in Bonn, Berlin und Münster. Daneben absolvierte er eine praktische Ausbildung als Maler und Restaurator. 1932 wurde er in Bonn promoviert. Ende 1934 bis April 1935 war er wissenschaftlicher Hilfsarbeiter am Kunsthistorischen Institut der Universität Bonn. Zum 1. Mai 1935 wurde er erst Volontär und zum 1. Juni 1936 wissenschaftlicher Hilfsarbeiter bei den Kunstsammlungen der Stadt Düsseldorf. Daneben war er auch als Dozent an der Meisterschule des deutschen Handwerks in Düsseldorf tätig. Zum 1. Oktober 1938 wurde Sommer Dozent für Kunstgeschichte an der Hermann-Göring-Meisterschule für Malerei in Kronenburg (Eifel). Vom 1. Juli 1941 bis 1947 leistete er Militärdienst und war in Kriegsgefangenschaft. Nach seiner Rückkehr war er zunächst als selbständiger Restaurator tätig.
Ab dem 1. August 1949 war Sommer Geschäftsführer der Kammer für Kunst der Evangelisch-lutherischen Landeskirche Hannovers. Zum 1. Januar 1958 wurde er Leiter der Werkgruppe II (kirchliche Kunst) des Amts für kirchliche Baupflege. Spätestens ab 1971 war er als Denkmalpfleger in Darmstadt und Umgebung tätig und wohnte in Darmstadt-Eberstadt.

## Veröffentlichungen (Auswahl)
- Johann Koerbecke, der Meister des Marienfelder Altares von 1457. Coppenrath, Münster 1937 (= Dissertation).
- Das Schloss Benrath (= Rheinische Kunststätten. Reihe 15 Der Rechte Niederrhein 8/9). Schwann, Düsseldorf 1939
- Werner Peiner (= Rheinische Meisterwerke 9). Röhrscheid, Bonn 1940.
- Arno Breker (= Rheinische Meisterwerke 11). Röhrscheid, Bonn 1942.
- Marksteine deutscher Geschichte – Zu Werner Peiners Entwürfen der Bildteppiche für die Marmorgalerie der Neuen Reichskanzlei. In: Kunst im Dritten Reich 4. Jg., Folge 4, April 1940, S. 114–121.
- Michaeliskirche zu Lüneburg. Peters, Lüneburg 1957; 2. Auflage 1965.
- Das Deckenbild der Michaeliskirche in Hildesheim. Gerstenberg, Hildesheim 1966.
- St. Michael zu Hildesheim (= Die Blauen Bücher). Verlag Langewiesche, Königstein i. Ts. 1978, ISBN 3-7845-4660-9; 3., durchges. Auflage 1993, ISBN 3-7845-4662-5.
- Bechtheim – St. Lambertus. Verlag Langewiesche, Königstein i. Ts. 1980, ISBN 3-7845-0202-4.
- Das Renaissance-Rathaus in Groß-Umstadt. Verlag Langewiesche, Königstein i. Ts. 1993, ISBN 3-7845-5800-3.
- (Hrsg.): Dreizehn Jahrhunderte Kirche in Groß-Umstadt (= Die Blauen Bücher). Verlag Langewiesche, Königstein i. Ts. 1993, ISBN 3-7845-5802-X.
- Das Deckenbild der Michaeliskirche zu Hildesheim. Erg. Reprint der Aufl. Hildesheim, Gerstenberg, 1966 mit einem neuen Schlusskapitel 1999: Ergebnisse neuer Forschungen zu Instandsetzungen und Veränderungen im Bernwardsbau bis zum Ende des 12. Jahrhunderts und zur Datierung des Deckenbildes. Verlag Langewiesche, Königstein i. Ts. 2000, ISBN 978-3-7845-7410-3.